# 1345
1345 (MCCCXLV) var ett normalår som började en lördag i den julianska kalendern.

## Händelser

### Mars
- 24 mars – Guy de Chauliac observerar planetera Saturnus, Jupiter, and Mars tillsammans under Vattumannen och en Solförmörkelse. Många ser det som ett tecken, Chauliac kommer senare förknippa det med Digerdöden.[1][2]

### Juli
- 7 juli – Under slaget vid Peritheorion besegras styrkorna under Momchil, autonom härskare av Rhodope, av Osmanska rikets allierade John VI Kantakouzenos.[3]

### Okänt datum
- Sveriges äldsta bevarade handling skriven på papper (avskrifter av några biskopsbrev) härrör från detta år.

## Födda
- 31 oktober – Ferdinand I, kung av Portugal från 1367.
- Agnes av Bayern, tyskt helgon

## Avlidna
- 24 juli – Jakob van Artevelde, flamländsk politiker och statsman.
- 28 juli – Sancha av Mallorca, drottning av Neapel.
- 16 september – Johan IV, hertig av Bretagne.

### Fotnoter
1. ↑  pgs. 143–148 ASIN B000K6TDP2
2. ↑  Horrox, Rosemary. The Black Death. Manchester: Manchester University Press, 1994. ISBN 0719034981 pg.104–105
3. ↑  Nicephorus Gregoras. Byzantina historia. 2, p.729